# Mercedes Targa Florio 2 litres
 (juin 2024).
La mise en forme du texte ne suit pas les recommandations de Wikipédia : il faut le « wikifier ».
Les points d'amélioration suivants sont les cas les plus fréquents :
- Les titres sont pré-formatés par le logiciel. Ils ne sont ni en capitales, ni en gras.
- Le texte ne doit pas être écrit en capitales (les noms de famille non plus), ni en gras, ni en italique, ni en « petit »…
- Le gras n'est utilisé que pour surligner le titre de l'article dans l'introduction, une seule fois.
- L'italique est rarement utilisé : mots en langue étrangère, titres d'œuvres, noms de bateaux, etc.
- Les citations ne sont pas en italique mais en corps de texte normal. Elles sont entourées par des guillemets français : « et ».
- Les listes à puces sont à éviter, des paragraphes rédigés étant largement préférés. Les tableaux sont à réserver à la présentation de données structurées (résultats, etc.).
- Les appels de note de bas de page (petits chiffres en exposant, introduits par l'outil «  Source ») sont à placer entre la fin de phrase et le point final[comme ça].
- Les liens internes (vers d'autres articles de Wikipédia) sont à choisir avec parcimonie. Créez des liens vers des articles approfondissant le sujet. Les termes génériques sans rapport avec le sujet sont à éviter, ainsi que les répétitions de liens vers un même terme.
- Les liens externes sont à placer uniquement dans une section « Liens externes », à la fin de l'article. Ces liens sont à choisir avec parcimonie suivant les règles définies. Si un lien sert de source à l'article, son insertion dans le texte est à faire par les notes de bas de page.
- La présentation des références doit suivre les conventions bibliographiques. Il est recommandé d'utiliser les modèles {{Ouvrage}}, {{Chapitre}}, {{Article}}, {{Lien web}} et/ou {{Bibliographie}}. Le mode d'édition visuel peut mettre en forme automatiquement les références.
- Insérer une infobox (cadre d'informations à droite) n'est pas obligatoire pour parachever la mise en page.

Pour une aide détaillée, merci de consulter Aide:Wikification.
Si vous pensez que ces points ont été résolus, vous pouvez retirer ce bandeau et améliorer la mise en forme d'un autre article.
La Mercedes Targa Florio 2 litres est une voiture de course de Daimler-Motoren-Gesellschaft (DMG), basé à Stuttgart-Untertürkheim. Après le départ de Paul Daimler en 1922, le nouveau designer en chef de DMG, Ferdinand Porsche, a continué à concevoir la voiture de course Indianapolis de 1923. Le moteur, qui portait le nom interne de M 7294 et était toujours écrit par Paul Daimler, a été méticuleusement révisé par Ferdinand Porsche.

## La course
Pour la troisième fois après 1921 et 1922, Daimler-Motoren-Gesellschaft participe à la Targa Florio avec des voitures d’usine. Les véhicules de 28/95 ch utilisés jusqu’à présent ont atteint la 2e et la 6e place. La voiture, dont la sortie était prévue en 1924, est basée sur la voiture de course de 2 litres construite pour la voiture de course des 500 miles d'Indianapolis 1923. Le nouveau moteur quatre cylindres en ligne de 2 litres, qui produisait 126 ch avec le compresseur Roots engagé, avait été préparé par Ferdinand Porsche avec beaucoup de précision, de sorte qu’il suffisait pour remporter la Targa Florio en 1924.
Comme lors des deux courses précédentes, le pilote était Max Sailer. Mais le copilote Christian Werner mérite également un grand respect, car il était responsable de la pression dans le réservoir d’essence, ainsi que de la lubrification.
Comme en 1922, la règle selon laquelle une voiture de course allemande doit être peinte en blanc n’a pas été respectée. Le véhicule a de nouveau été peint en rouge avec un grand numéro de départ 10 en blanc. La procédure était destinée à protéger contre la disgrâce des fans italiens, qui s’attendraient à un véhicule italien avec du rouge.

## Présentation technique
Pour une voiture gagnante réussie, le moteur est de la plus haute importance. Le moteur d’une puissance de base de 67,5 ch pouvait être brièvement porté à 126 ch via un compresseur. La vitesse maximale était alors de 4500 par minute. La saison suivante, même 150 ch à 5000 tr/min ont été atteints. Pour une dissipation optimale de la chaleur, les soupapes d’échappement ont été refroidies au moyen d’une chambre à mercure.
Du point de vue d’aujourd’hui, la pédale d’accélérateur centrale entre l’embrayage et le frein était inhabituelle.
Sur le volant à quatre branches, l’allumage et le mélange pouvaient être réglés par des leviers.
Le moteur quatre cylindres avait une cylindrée de 1989 cm³ avec un alésage de 70 mm et une course de 129 mm. Le châssis a été simplement conçu avec des essieux rigides à l’avant et à l’arrière avec des ressorts à lames semi-elliptiques et des amortisseurs à friction.
Les dimensions étaient de 3800 mm de long, 1700 mm de large et 1250 mm de haut. La vitesse maximale était de 120 km/h avec un poids du véhicule de 921 kg,.

## Chiffres de production Mercedes Targa Florio 2 litres
| Année                          | 1923 | 1924 | total |
| ------------------------------ | ---- | ---- | ----- |
| Mercedes Targa Florio 2 litres | 5    | 10   | 15    |

 Les voitures de course ont été incluses dans les statistiques officielles des voitures particulières du DMG.